# Fernando Salem
Fernando Salem (São Paulo, 13 de setembro de 1960) é um compositor e roteirista brasileiro.[carece de fontes?]

## Biografia

### Início da carreira musical
Formou-se em Música Popular, pela Fundação das Artes de São Caetano do Sul, em 1980.[carece de fontes?]
Em 1981 a 1983 fez em turnês pela Europa com o grupo Xoro Roxo ao lado dos músicos Joel Timoner, Skowa, Swami Jr. e Adriano Busko. De volta ao Brasil, juntou-se a Paulo Miklos (Titãs) fazendo shows pelo país.
Em 1986, lançou o álbum Clínica, pela gravadora WEA, com composições suas e teve a canção Trauma na trilha sonora da novela Sassaricando da Rede Globo. Nesse ano também criou as trilhas-sonoras para os filmes de Cao Hamburger, Frankenstein Punk e Caçada ao Pantanal. Em 1987, seguiu em turnê pelo Brasil com a banda Clínica e no ano seguinte fez o roteiro e a trilha sonora para o filmes A Garota das Telas  de Cao Hamburger. O trabalho lhe rendeu os Candangos de Melhor Trilha Sonora Original e Melhor Roteiro de Curta-Metragem no Festival de Brasília.

### Direção musical e roteiros
Em 1990, fundou a banda Vexame com Marisa Orth e, ao lado do músico André Abujamra produziu disco Vexame pela Sony Music.
De 1992 a 1994 atuou como Diretor Musical do programa Fanzine, na TV Cultura, com apresentação de Marcelo Rubens Paiva e compôs as trilhas de abertura dos programas Tom Jobim, Nascente; Tropicália a 2 e Cartão Verde; entre outras. Nesse período compôs canções e trilhas para série infantil Castelo Rá-Tim-Bum. 13 canções suas estão do CD do programa.
Em 1993, trabalhou como diretor dos shows Roupa de Artista, com Cauby Peixoto; e Falsos e Brilhantes, com Erasmo Carlos, João Penca e Sidney Magal, no SESC Pompéia. No jornal a Folha de S.Paulo escreveu a coluna Tecla Sap, sobre música na TV.
Entre 1996 e 2000, compôs e participou dos CDs infantis dos programas CRUJ-Disney Club, Vila Esperança e Debby; criou as canções do álbum Criança é Vida, para a Fundação Abrinq; e teve suas canções gravadas por Ed Motta, Paulo Miklos, Moska, André Abujamra, Rosa Marya, Roger Moreira, Pena Branca & Xavantinho, Jerry Adriani, Toquinho, Sidney Magal, Jair de Oliveira, entre outros.

### Carreira solo musical e roteiros para TV
No ano 2000, lançou o CD Disco com produção de Luiz Macedo, capa de Gringo Cardia, fotos de Willy Biondani e parcerias com André Abujamra e Luiz Macedo. Nesse ano, fez uma longa turnê nacional com a banda Vexame no show Jardim das Delícias, dirigido por Gringo Cardia.
Entre 2001 e 2010, fez roteiros e trilhas-sonoras para diversos programas como Peixonauta, Circo do Edgard, Vila Sésamo, Lugar Incomum, De Onde Vem?, Escola pra Cachorro, Cocoricó para diversos canais como TV Cultura, TV Globo, Multishow, TV Record e Canal Futura. Foi o roteirista e autor da trilha sonora da peça teatral Como Chegamos Até Aqui?- A História do Brasil Segundo Ernesto Varela, com Marcelo Tas.

### Produção de discos e direção de eventos e premiações
Em 2010 fundou o selo Vidal Records. Através dele produziu seu segundo álbum solo Rugas na Pele do Samba com as participações de Caetano Veloso, Arnaldo Antunes e Paulo Miklos. Também lançou nesse ano, o CD Cocoricó na Cidade com composições suas para a série infantil da TV Cultura. O CD Rugas na Pele do Samba foi oficialmente lançado em agosto de 2010 no Auditório Ibirapuera com banda integrada por Emerson Leal, James Muller, Patrícia Ribeiro e Marcos Bowie. No mesmo ano, o álbum ganhou o Troféu Catavento promovido por Solano Ribeiro e a Rádio Cultura como Melhor CD do ano de 2010; e foi o 11º no ranking Os 100 Melhores Da Música Brasileira segundo o juri da revista Manuscrita.
De 2010 até 2016, escreveu e dirigiu grandes eventos, entre eles várias edições dos Prêmios Abril de Publicidade, Multishow, Comunique-se, Contigo, Claudia, Santander Universidades, Veja Comer e Beber e Museu do Futebol.
Em 2011, participou do programa Grêmio Recreativo da MTV ao lado de Arnaldo Antunes, Caetano Veloso, Augusto de Campos, Banda Cê, Jonas Sá, Péricles Cavalcanti, Nina Beker e Leo Cavalcanti. Lançou 26 canções e trilha sonora para a temporada Cocoricó na Cidade 2 da TV Cultura. Produziu o repertório para a temporada da série que estreou em 2012.
Dirigiu e participou do Prêmio Bravo 2011 ao lado de Lázaro Ramos, Verônica Ferriani, Fernando Nunes, Kuki Stolarski, Emerson Leal, James Muller, Patrícia Ribeiro e Orquestra Voadora.
Em 2012 estreou o show Creme na Pele do Samba com direção de André Abujamra, que também participou do espetáculo ao lado da cellista Patrícia Ribeiro.
Em 2014, criou e produziu a trilha sonora para série Incluir Brincando da TV Cultura e Sesame Workshop. Finalista no Emmy Award. Participou do programa Almanaque Musical com Marisa Orth no Canal Brasil.
Em 2015, com a parceria o cineasta Tadeu Jungle, criou e dirigiu a série Pressione Verde para o Greenpeace. E deu a largada na produção o primeiro álbum do cantor Matheus Braga, Eu Não Sou da Sua Rua, com participações de Arnaldo Antunes, Branco Mello, André Abujamra, Lucila Novaes, Tomaz Paoliello (Garotas Suecas), Patrícia Ribeiro e Verônica Ferriani.
Em 2016, com parceria do produtor e compositor Xuxa Levy cria as canções para o longa de Newton Canitto, Magal e Os Formigas, gravadas por Sydney Magal. Estreou o show Eu Segundo Eu com participações especiais de André Abujamra, Paulo Miklos e Matheus Braga na primeira versão. E, em seguida, com as participações de Marcos Bowie, Matheus Braga e Carneiro Sândalo. Participou do Projeto em homenagem ao músico paulistano Skowa ao lado de músicos como Nando Reis, Mauricio Pereira, Andre Jung, Adriano Busko, Che Leal, Izzy Gordon e Marisa Orth, entre outros.

## Discografia

### Álbuns de estúdio
- 1986: Clínica.
- 1992: Vexame.
- 1994: Tributo ao Rei.[37]
- 2001: Disco.[1]
- 2010: Rugas Na Pele do Samba.[38]
- 2011: Cocoricó Na Cidade.[20]
- 2018: Eu Segundo Eu.[39]
- 2020: Dentro.[40]
- 2022: Trilhas do Amor.[41]

### Singles
- 2018: Creme na Pele do Samba.[42]
- 2022: B.Ó..[43]

## Prêmios
- Prêmio Candango no Festival de Brasília, na categoria de melhor trilha sonora, por A Garota das Telas, de Cao Hamburger - (1989).[5]
- Troféu APCA, na categoria de Melhor Roteiro para TV Infantil, por Vila Esperança - (1999).[carece de fontes?]
- Emmy Latino-americano, na categoria de Melhor Programa Infanto-Juvenil, por Dia Internacional da Criança na TV Cultura - (2007).[44]
- Prêmio do Festival de Curtas de Santos, na categoria de Melhor Clipe e Melhor Performance, por Sambadiferente - (2007).[carece de fontes?]
- Troféu Catavento, prêmio destinado à produção independente, por Rugas na Pele do Samba como melhor disco - (2010).[24]
- Rugas na Pele do Samba, entre os 100 Melhores Discos da Música Brasileira pela Revista Manuscrita.[26]